# Henryk von Gera
Henryk von Gera, także Henricus de Gera (urodz. ?, zm. po 1328) – komtur nieszawski w roku 1298, komtur elbląski w latach 1304–1312, komtur ziemi chełmińskiej w latach 1315–1319, komtur pokrzywieński w roku 1326, wielki komtur w latach 1312–1314

## Życiorys
Henryk wywodził się z majętnego rodu wójtów Gery i Weidy w Turyngii oraz Plauen w Saksonii, silnie związanego z zakonem krzyżackim. Jego dziadkiem był mistrz krajowy Prus Henryk von Weida. 
Henryk von Gera przybył do Prus około 1294 roku i początkowo związał się z konwentem w Dzierzgoniu. Cztery lata później objął urząd komtura Nieszawy, najbardziej na południe wysuniętej komturii państwa zakonnego. W roku 1304 z woli mistrza krajowego Kondrada Sack stanął na czele elbląskiego konwentu, by w roku 1312 objąć godność wielkiego komtura. Urząd ten pełnił przed dwa lata i zamienił je na stanowisko prowincjała ziemi chełmińskiej. Przyjmuje się, że komturii tej przewodził co najmniej do połowy 1319 roku. Najprawdopodobniej w związku z konfliktem wielkiego mistrza Karola z Trewiru z mistrzem krajowym Prus Fryderykiem von Wildenberg, Henryk von Gera złożył urząd i opuścił Prusy, udając się w rodzinne strony. Po ustąpieniu Fryderyka von Wildenberg z urzędu mistrza krajowego, Henryk powrócił do prowincji pruskiej i około 1326 roku stanął na czele komturii w Pokrzywnie. Ostatnie lata życia spędził w Malborku u boku wielkiego mistrza krzyżackiego Wernera von Orseln, co potwierdzają źródła datowane na rok 1328.